# Plectorhinchus playfairi
Plectorhinchus playfairi es una especie de peces de la familia Haemulidae en el orden de los Perciformes.

## Morfología
• Los machos pueden llegar alcanzar los 90 cm de longitud total.

## Distribución geográfica
Se encuentra desde el Mar Rojo y el sur de Omán hasta Sudáfrica y Madagascar.